# John Mason
Pour les articles homonymes, voir Mason.
Ne doit pas être confondu avec Basil John Mason.
John Mason (King's Lynn, 11 décembre 1586-Londres, décembre 1635) est un navigateur et colonisateur britannique.

## Biographie
Il fait ses études à Peterhouse puis est nommé en 1615 comme Gouverneur de la colonie de Cuper's Cove à Terre-Neuve en succession de John Guy et y arrive en 1616. Il explore alors l'île et en dresse la première carte. 
Il participe en 1621 aux luttes contre la piraterie puis obtient à coloniser l'espace qui correspond aujourd'hui à l’État du New Hampshire et une partie du Massachusetts entre le Merrimack et la Kennebec (1629).
Nommé vice-amiral de la Nouvelle-Angleterre en 1635, il meurt alors qu'il préparait son premier voyage vers la colonie. 